# 卡塔尼亞省

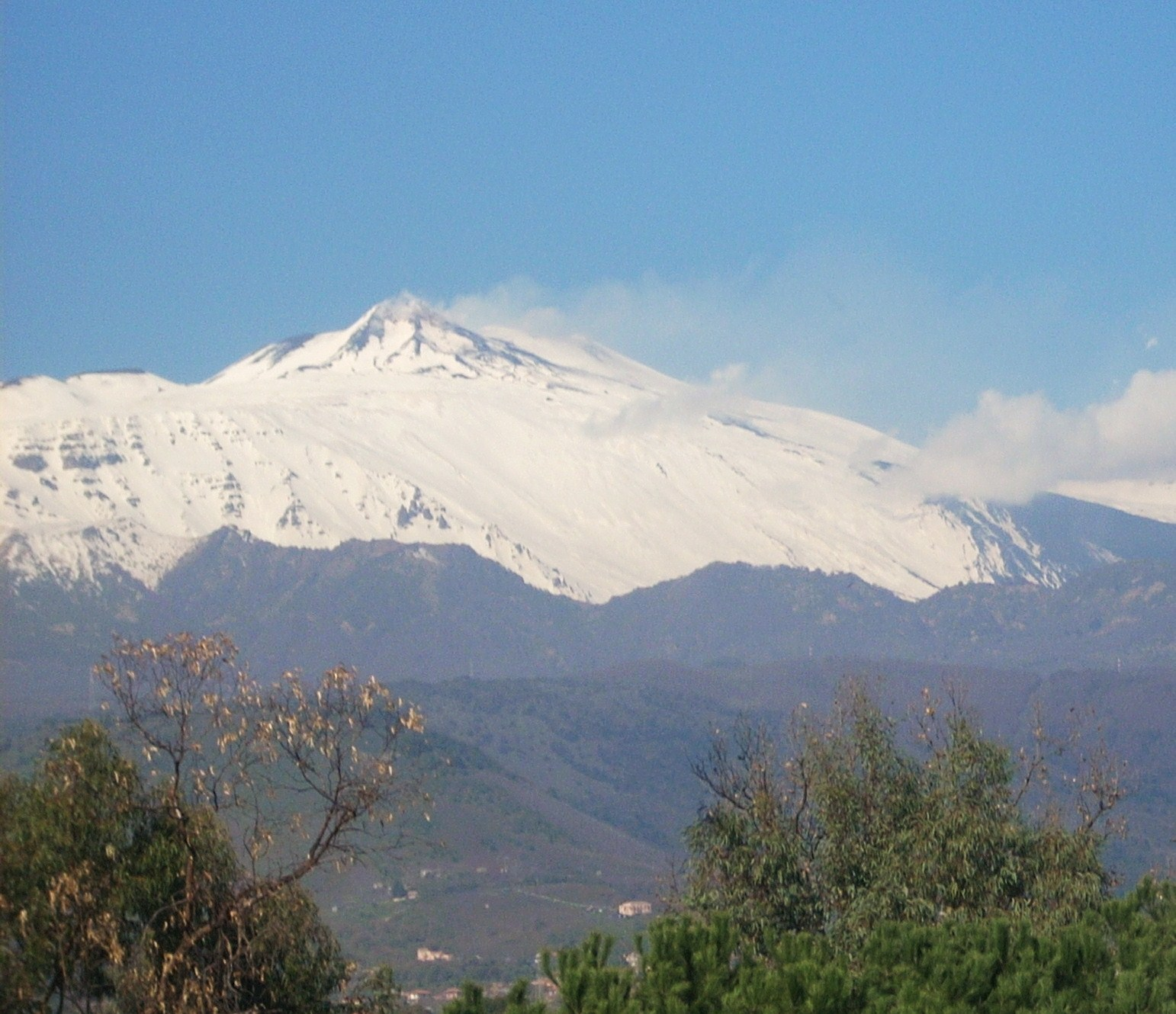
位于卡塔尼亞省的埃特纳火山

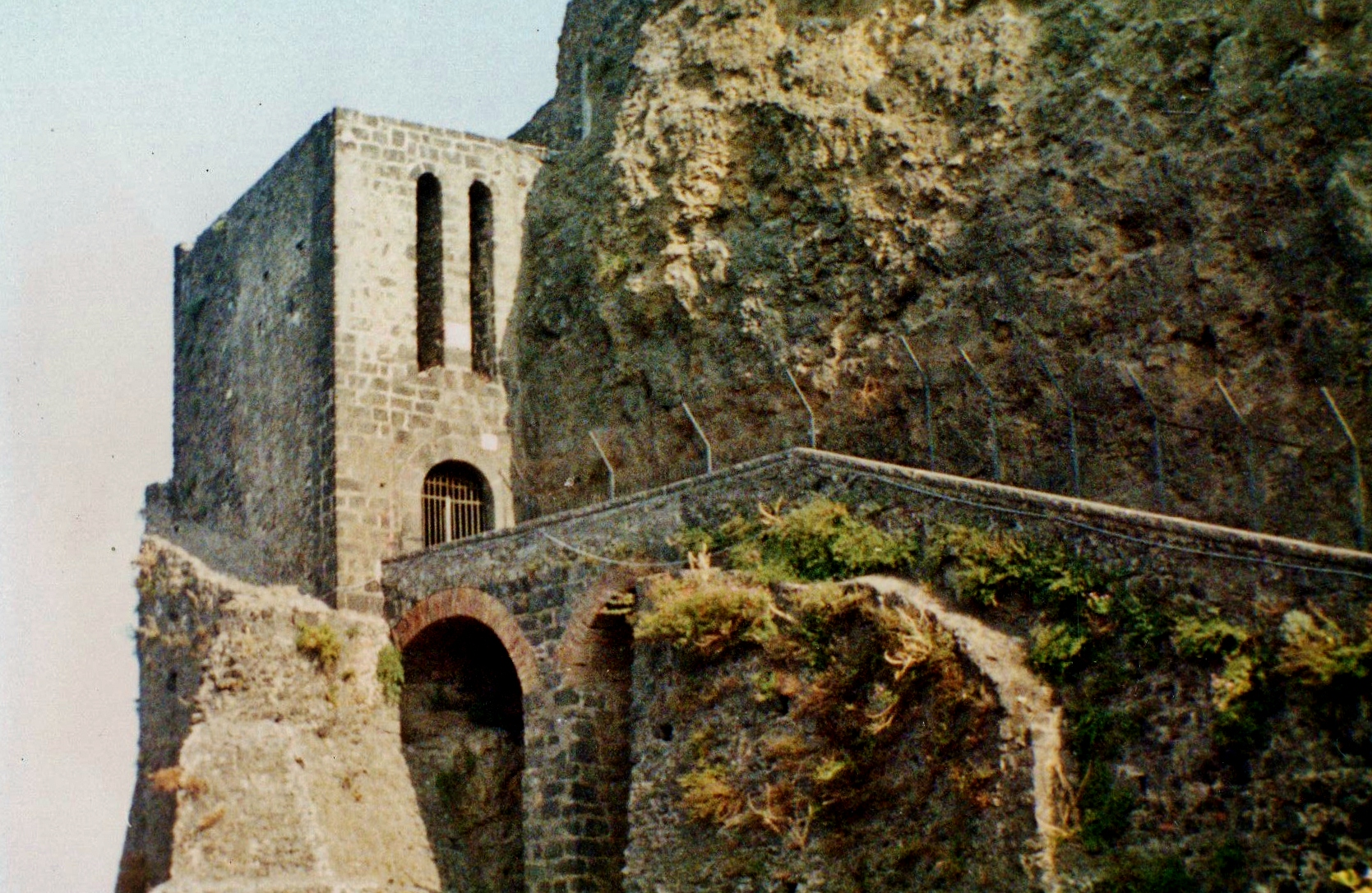
位于卡塔尼亚省的阿奇堡市镇

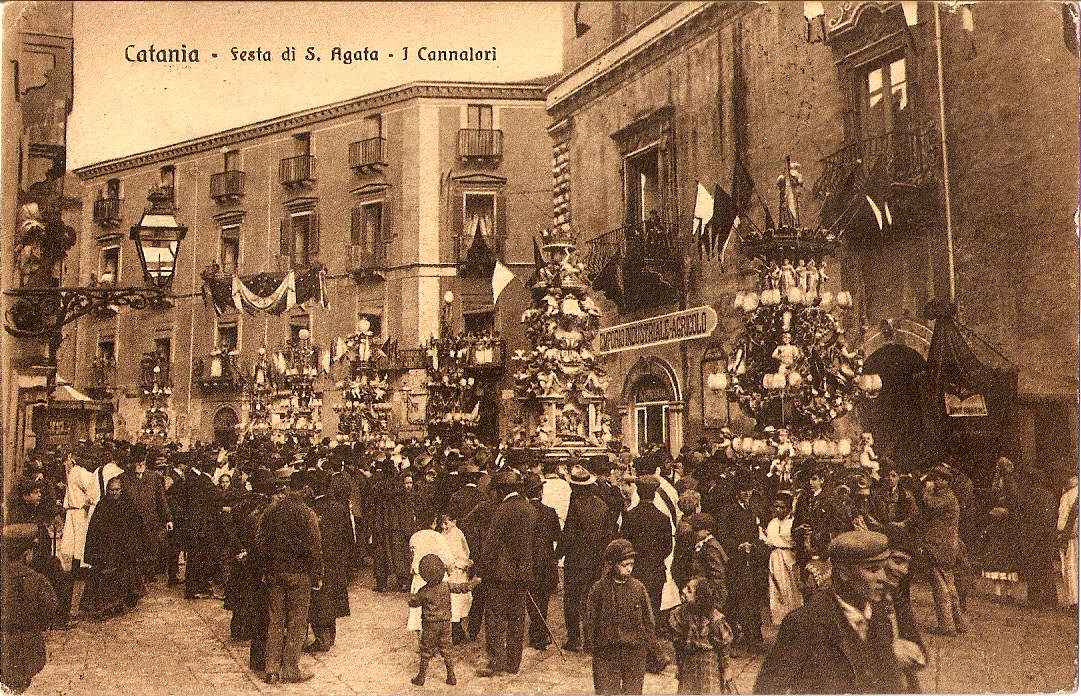
在二月的头五天举行的卡塔尼亞传统节日圣阿加塔节是意大利最大的节日之一

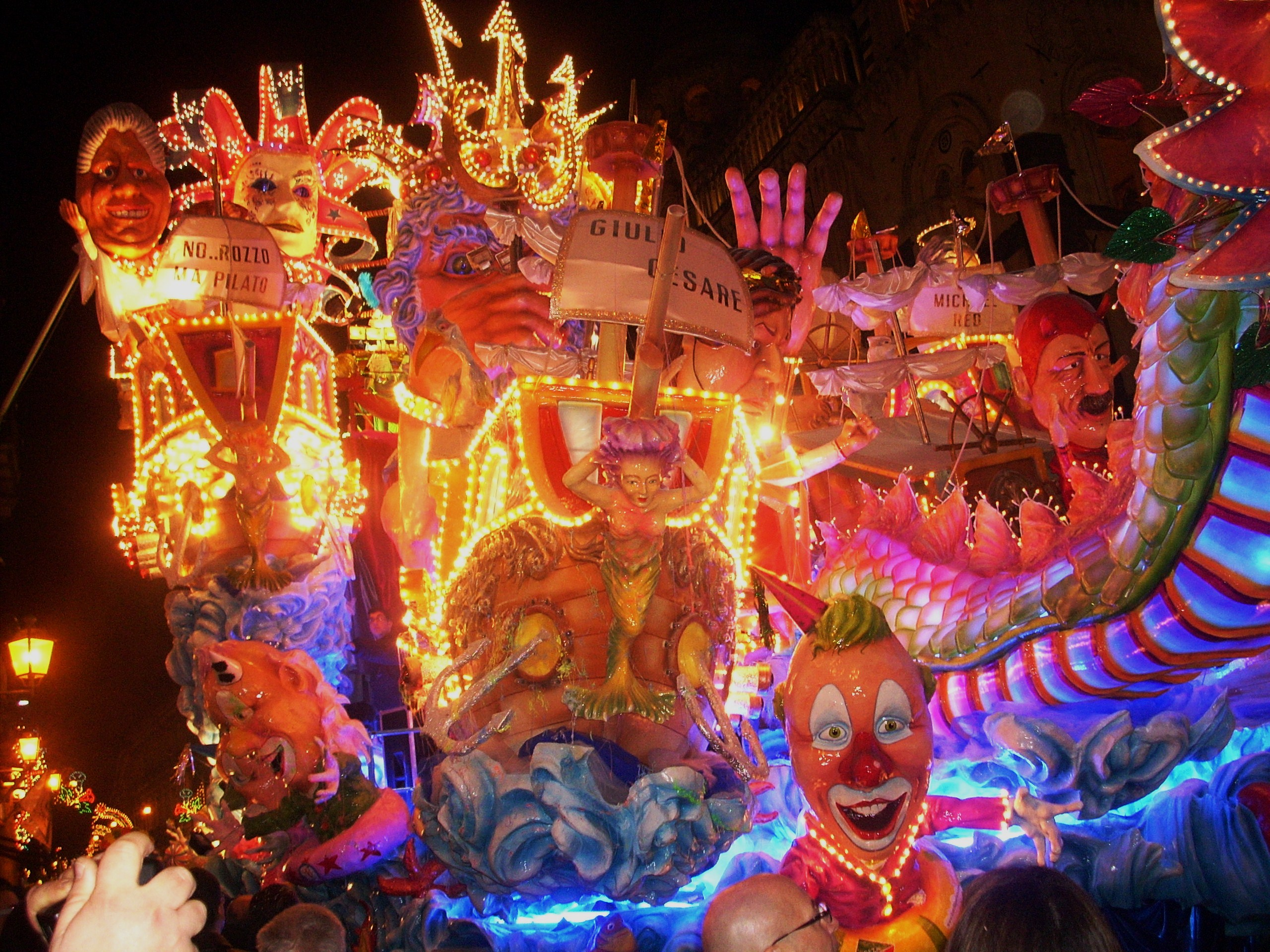
西西里岛最有名的阿奇雷亚莱狂歡節

卡塔尼亞省（義大利語：Provincia di Catania）是意大利南部西西里岛自治地区的一个省。首府为卡塔尼亞。它从2015年8月4日开始由卡塔尼亞廣域市所取代。

## 历史
卡塔尼亚省于公元前729年由希腊人创立。公元前263年在第一次布匿战争中被罗马征服。境内的埃特纳火山曾经多次喷发，其中有记录的第一次爆发是在公元前475年。卡塔尼亚省在1169年遭受了毁灭性的地震，估计卡塔尼亞城的死亡人数约为15,000人。1669年，它也受到埃特纳火山喷发的影响，其中卡塔尼亚市的死亡人数约为17,000人。1693年又发生了另一次地震，造成大约12,000人死亡（当时人口的63％）。

## 地理
卡塔尼亚省是地中海最大的岛屿西西里岛9个省中的一个。卡塔尼亚省东北部与爱奥尼亚海相邻。西部与卡爾塔尼塞塔省和恩納省相邻，南部与拉古薩省和錫拉庫薩省相邻，北部与墨西拿省相邻。卡塔尼亚省有欧洲最大的活火山埃特纳火山。省会和最大城市是卡塔尼亚市。